# Parque Industrial Posadas
El Parque Industrial Posadas (también conocido por su acrónimo PIP) es un polígono industrial situado en proximidades del paraje Nemesio Parma, al oeste de la ciudad de Posadas, Argentina. Fue inaugurado oficialmente en 2014, ocupando una superficie total de unas 112 ha.

## Ubicación y accesos
El parque está ubicado en el área rural de Posadas conocido como Nemesio Parma, al oeste de la ciudad, en la margen izquierda de la confluencia del arroyo Apepú en el Río Paraná. El terreno es lindero al nuevo puerto fluvial y además se encuentra a unos 3 km del aeropuerto Libertador General José de San Martín. Es también cercano al límite de la provincia de Misiones con la provincia de Corrientes.
Se accede por vía terrestre por un camino asfaltado detrás del aeropuerto, directamente desde la Ruta Nacional 12.

## Infraestructura y equipamientos
El PIP ocupa un total de 112,132 ha, de las cuales unas 79,76 ha corresponden a los 255 lotes disponibles a la venta para las empresas y/o fábricas. Cuenta, entre otros ítemes, con:
- cerramiento perimetral;
- redes de agua, cloacas, energía eléctrica y telefonía;
- calles y avenidas internas y externas pavimentadas;
- estacionamiento para automóviles y camiones;
- desagües pluviales e industriales;
- naves para PyMEs e incubadoras de empresas;
- servicios y locales para la provisión a empresas;
- servicio contra incendio;
- servicio de vigilancia, puesto de seguridad y control de accesos;
- servicios médicos y asistenciales;
- oficinas administrativas;
- cinturón verde bioambiental;
- área de exposiciones y eventos especiales;
- acceso directo al puerto.